# Perper serbio

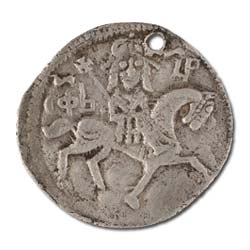
Moneda emitida durante el reinado de Stefan Uroš IV Dušan Nemanjić.

El perper fue la moneda utilizada en el Imperio serbio bajo el emperador Stefan Uroš IV Dušan Nemanjić (mediados del siglo XIV). Su nombre proviene de la hyperpyron, moneda del Imperio bizantino.
En el Imperio serbio, bajo el reinado de Stefan Uroš IV Dušan Nemanjić, el perper fue una gran unidad monetaria. El impuesto imperial fue de un perper al año por casa.